# Walbridge
Walbridge és una població dels Estats Units a l'estat d'Ohio. Segons el cens del 2000 tenia 2.546 habitants.

## Demografia
Segons el cens del 2000, Walbridge tenia 2.546 habitants, 1.078 habitatges, i 743 famílies. La densitat de població era de 592,2 habitants per km².
Dels 1.078 habitatges en un 28,4% hi vivien nens de menys de 18 anys, en un 53% hi vivien parelles casades, en un 12,3% dones solteres, i en un 31% no eren unitats familiars. En el 27,5% dels habitatges hi vivien persones soles el 10,4% de les quals corresponia a persones de 65 anys o més que vivien soles. El nombre mitjà de persones vivint en cada habitatge era de 2,35 i el nombre mitjà de persones que vivien en cada família era de 2,85.
Per edats la població es repartia de la següent manera: un 23,4% tenia menys de 18 anys, un 9% entre 18 i 24, un 26,7% entre 25 i 44, un 24,7% de 45 a 60 i un 16,3% 65 anys o més.
L'edat mediana era de 40 anys. Per cada 100 dones de 18 o més anys hi havia 88,7 homes.
La renda mediana per habitatge era de 40.234 $ i la renda mediana per família de 54.063 $. Els homes tenien una renda mediana de 44.185 $ mentre que les dones 26.042 $. La renda per capita de la població era de 19.783 $. Aproximadament el 3,7% de les famílies i el 4,7% de la població estaven per davall del llindar de pobresa.

## Poblacions més properes
El següent diagrama mostra les poblacions més properes.